# Ploșniță vărgată

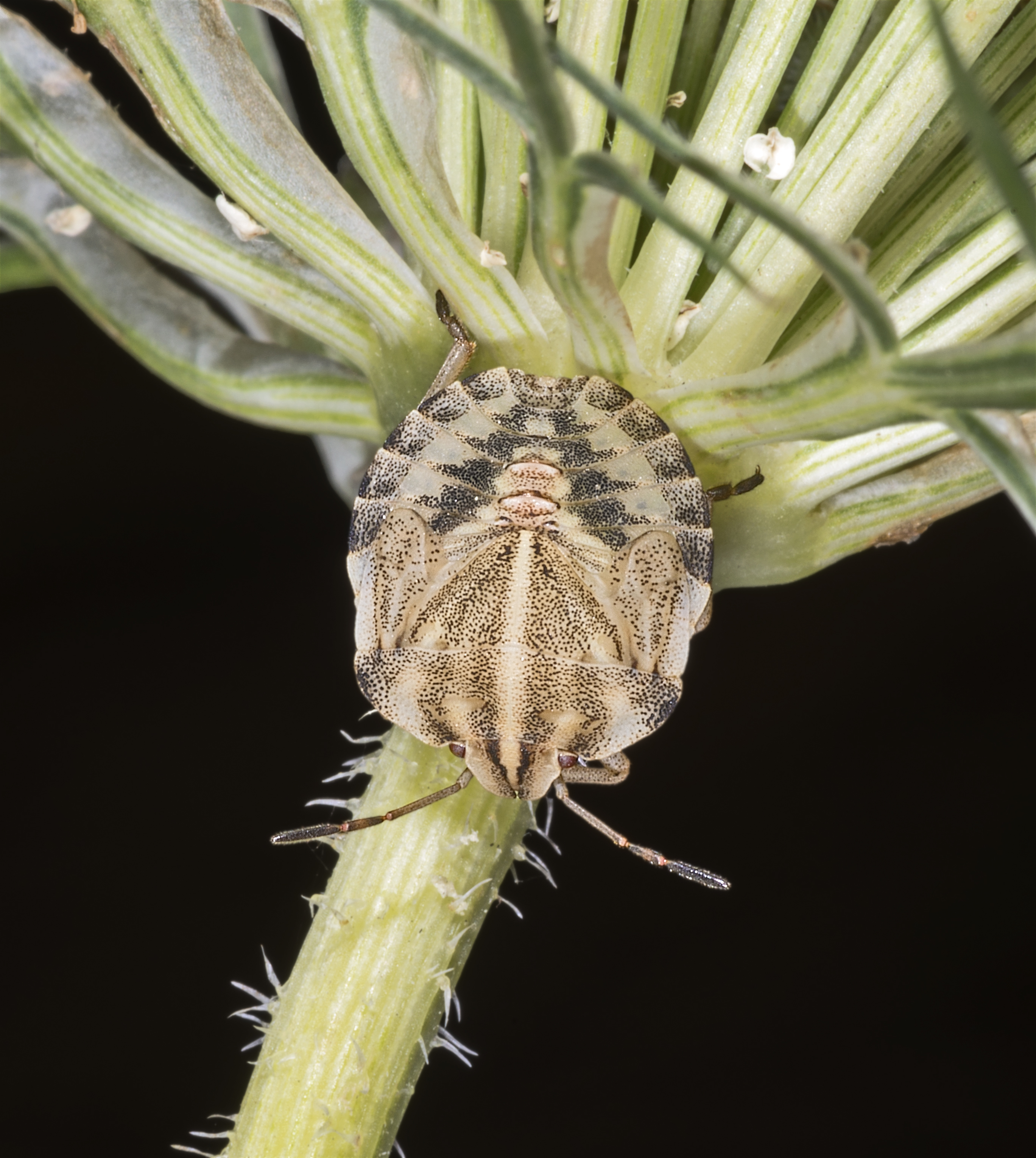
Nimfă

Ploșnița vărgată sau ploșnița vărgată a umbeliferelor (Graphosoma lineatum) este o insectă hemipteră din familia Pentatomidae, răspândită în cea mai mare parte a Europei, nordul Africii și regiunile vestice ale Asiei. Are o lungimea de 8-12 mm. Pe spate are o culoare roșie-carmin, cu dungi negre dispuse longitudinal. Pe abdomen culoarea este tot roșie, însă cu puncte negre. Larvele și adulții se hrănesc pe plante din familia umbeliferelor (mărarul, morcovul, păstârnacul și feniculul). În România este întâlnită peste tot, cu o frecvență mai mare în sud.